# Songrim
Songrim (en coréen : 송림시, Songrim-si, /soŋ.ɾim/): est une ville nord-coréenne située sur le fleuve Taedong dans la province du Hwanghae du Nord. Sa population s'élevait à 100 000 habitants en 1991.
La ville s'appelait initialement Solme. Pendant l'occupation de la Corée par les Japonais (1910-1945), la ville s'est appelée Kyŏmip'o.
L'exploitation du fer a commencé en 1916, entraînant la transformation d'un village agricole en une ville industrielle.
Au début du XXIe siècle, Songrim est un des principaux centres industriels de la Corée du Nord dans les secteurs de la métallurgie, de la chimie et du textile, également spécialisé dans la production de machines-outils et la transformation des produits de la pêche.
Songrim abrite un tumulus de l'époque Koguryo.

## Historique des députations de la circonscription de Songrim (373e)
- XIème législature (2003-2009) : Ju Ki Chan (Hangeul:주기찬)
- XIIème législature (2009-2014) : Kim Pae Chong (Hangeul: 김배종 Hanja:金裵宗)
- XIIIème législature (2014-2019) : Yun Je Won (Hangeul: 윤제원)